# Molophilus (Molophilus) sublictor
Molophilus (Molophilus) sublictor is een tweevleugelige uit de familie steltmuggen (Limoniidae). De soort komt voor in het Neotropisch gebied.